# Elizabeth Ann Bayley Seton
Elizabeth Ann Bayley, coniugata Seton (New York, 28 agosto 1774 – Emmitsburg, 4 gennaio 1821), è stata una religiosa statunitense, promotrice di numerose iniziative caritatevoli a favore dei poveri, particolarmente delle vedove con figli piccoli. È stata proclamata santa da papa Paolo VI nel 1975, divenendo la prima persona nata negli Stati Uniti ad essere canonizzata.

## Biografia
Elizabeth Ann Bayley nacque nel 1774 a New York da una famiglia episcopaliana: il 25 gennaio del 1794, all'età di diciannove anni, sposò il ricco commerciante William Seton, a cui diede cinque figli.
Il marito si ammalò gravemente e, su consiglio dei medici, si trasferì in Italia per rimettersi in salute. Elizabeth e William sbarcarono a Livorno nel novembre 1803, ma, a causa dell'epidemia di febbre gialla che si era sviluppata a New York, fu imposta loro la quarantena in un lazzaretto alle porte della città.
Durante la permanenza a Livorno, i coniugi furono visitati più volte da Filippo Filicchi, console degli Stati Uniti nella stessa città toscana.
Tuttavia, le condizioni del marito peggiorarono e il 27 dicembre 1803 William morì nell’ospedale di Pisa; fu quindi sepolto nel cimitero degli inglesi.
Dopo la morte del marito, i Filicchi cercarono di aiutare la vedova, portandola in pellegrinaggio in molte chiese della città, tra cui quella di Santa Caterina e il santuario di Montenero.
Così Elizabeth iniziò il percorso che la portò a convertirsi al cattolicesimo e proprio durante la celebrazione di una messa nel suddetto santuario ebbe una rivelazione circa la presenza reale di Gesù nell'eucaristia e decise di diventare cattolica.
Tornata negli Stati Uniti nel 1804, dopo un non breve travaglio spirituale, in forma ufficiale dichiarò di staccarsi dal chiesa episcopale e di voler entrare nella chiesa cattolica: era il 14 marzo 1805. Ricevette la prima comunione il 25 marzo 1805 e venne cresimata il 26 marzo dell'anno successivo.
Si trasferì a Baltimora, sotto la protezione del vescovo John Carroll, e iniziò a svolgere il suo apostolato a favore delle donne vedove con figli piccoli: eresse anche molte scuole.
Il 1º giugno del 1809 fondò una comunità religiosa improntata alla spiritualità vincenziana (le Figlie della Carità di San Giuseppe) e si stabilì ad Emmitsburg, nel Maryland: nel 1812 adottò le costituzioni delle Figlie della Carità di San Vincenzo de' Paoli, modificate e approvate dal vescovo Carrol. Il primo gruppo di religiose (madre Seton e altre sedici consorelle) fecero la loro professione di voti perpetui il 19 luglio 1813.
Importante e di indubbia rilevanza storica il carteggio epistolare tra Seton e Filicchi da cui è scaturita la crescita nella fede di Elisabetta Anna Seton. Motivazioni storiche e culturali che hanno portato all'edificazione della prima chiesa al mondo dedicata a Livorno alla prima santa americana.
Morì il 4 gennaio 1821 all'età di 46 anni.

## Le suore di Carità della Seton

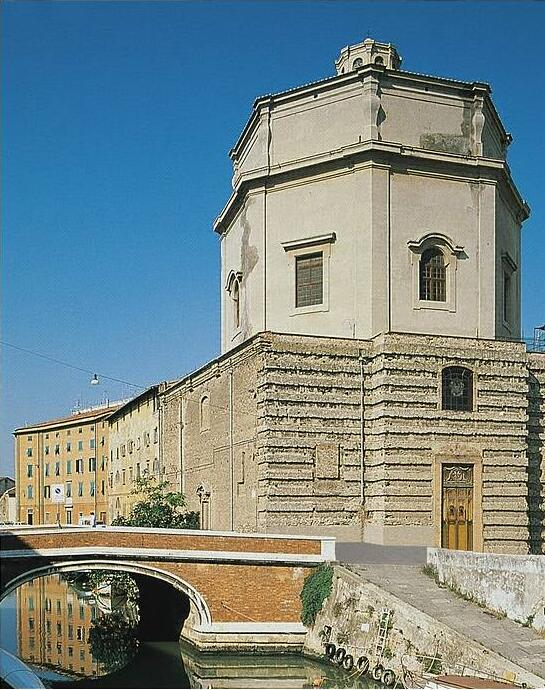
Chiesa di Santa Caterina a Livorno

Dalle Figlie della Carità di Elizabeth Seton, con casa madre a Emmitsburg, hanno avuto origine numerose congregazioni:
- le Suore della Carità di New York (istituto di diritto diocesano), fondate da tre suore di Emmitsburg nel 1817, autonome dal 1847;
- le Suore di Carità di San Vincenzo de' Paoli, sorte nel 1849 per iniziativa del vescovo di Halifax, fondate Basilia McCann, della congregazione di New York, già allieva della Seton a Emittsburg. Autonome dal 1856;
- le Suore di Santa Marta, fondate nel 1894 da un gruppo di suore della congregazione di Halifax.
- le Suore di Carità di Sant'Elisabetta, fondate nel 1859 da due suore della congregazione di New York per iniziativa del vescovo di Newark James Roosevelt Bayley, nipote della Seton;
- le Suore della Carità di Cincinnati, fondate nel 1829 da quattro suore di Emittsburg inviate dalla Seton, autonome dal 1852:
- le Suore della Carità di Seton Hill, fondate nel 1870 da cinque suore della congregazione di Cincinnati, autonome dal 1888;

Le suore di Emmitsburg, il 7 luglio 1849, sono invece confluite nella compagnia delle Figlie della Carità di San Vincenzo de' Paoli.

## Il culto

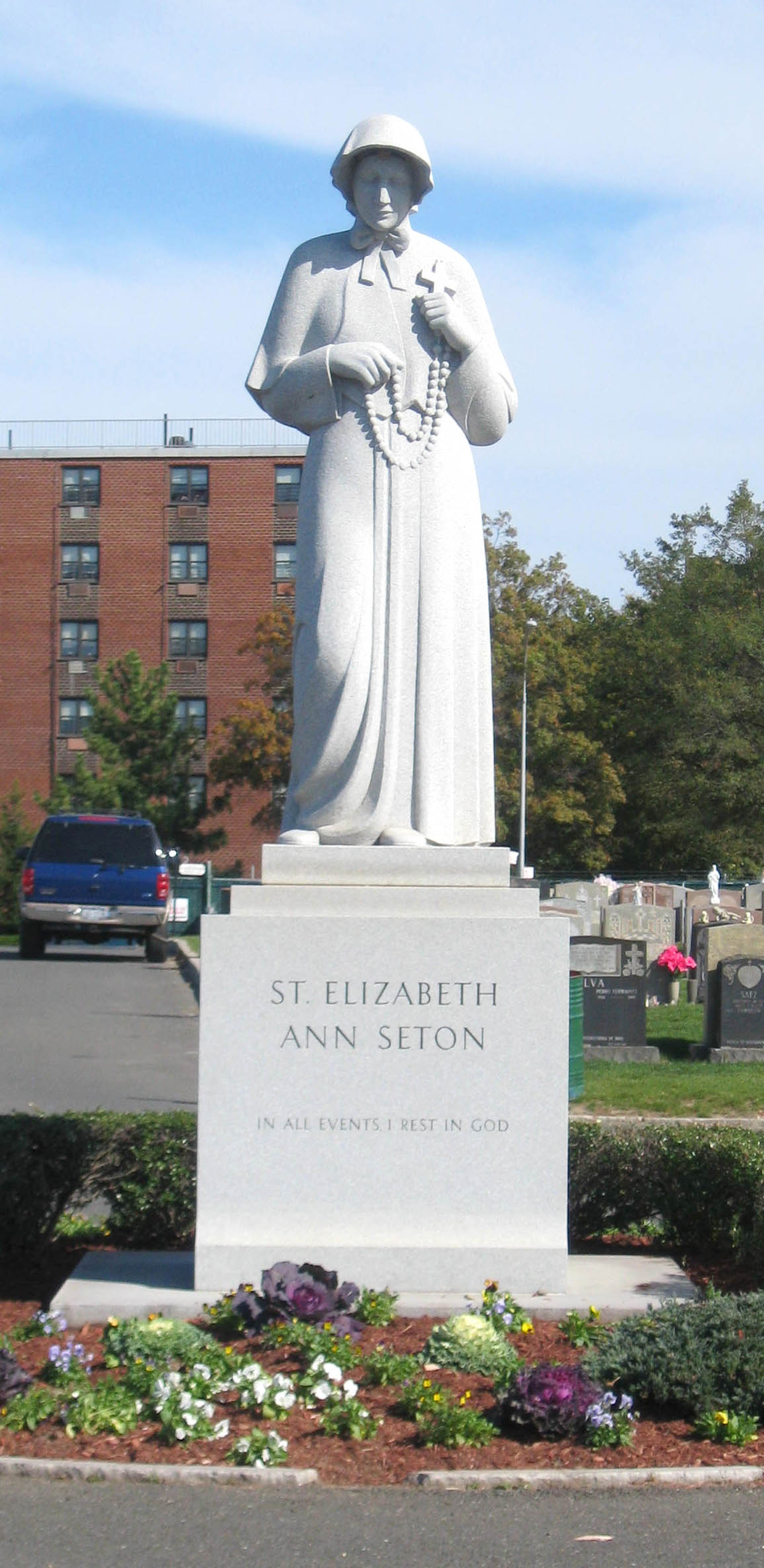
Statua nel Bronx di New York

I procedimenti per la causa di beatificazione della Seton vennero avviati nel 1907 dall'arcivescovo di Baltimora James Gibbons: la Santa Sede, decretatane l'eroicità delle virtù, le riconobbe il titolo di venerabile nel 1958 e papa Giovanni XXIII la proclamò beata il 17 marzo del 1963. Venne in seguito canonizzata da papa Paolo VI il 14 settembre del 1975.
La medaglia della canonizzazione è stata eseguita dallo scultore Felice Mina. Il Martirologio Romano fissa per la memoria di santa Elisabetta Anna Seton la data del 4 gennaio.